# Agrostis buchtienii
Agrostis buchtienii é uma espécie de gramínea do gênero Agrostis, pertencente à família Poaceae.